# كريم العراقي
كريم العراقي، (18 شباط / فبراير 1955 - 1 أيلول / سبتمبر 2023) واسمه الحقيقي كريم عودة لعيبي السويعدي، هو شاعر عراقي معاصر وإعلامي. حاصل على جائزة الأمير عبد الله الفيصل العالمية عام 2019م.

## سيرته الذاتية
ولد في محلّة الشاكرية في كرادة مريم في صَوب الكرخ ببغداد، من أب أصله من البصرة، وأم أصلها من العمارة، حصلَ كريم على دبلوم علم النفس وموسيقى الأطفال من معهد المعلمين في بغداد.، عمل كريم العراقي معلمًا في مدارس بغداد لعدة سنوات ثم عمل مشرفًا متخصصًا في كتابة الأوبريت المدرسي. بدأ الكتابة والنشر منذ كان طالبًا في المدرسة الابتدائية في مجلات عراقية عديدة منها: مجلة المتفرج، والراصد، والإذاعة والتلفزيون، وابن البلد، ووعي العمال ومجلة الشباب.
تنوعت اهتمامات كريم، وشملت كتابة الشعر الشعبي والأغنية والأوبريت والمسرحية والمقالة، فضلا عن اهتمامه بالثقافة والأدب منذ أن كان طالبًا في مرحلة الابتدائية لأنه كان كما يبدو عبقريًا.
أما في مجال كتابة الأغنية فكانت البداية عام 1974 في أغنيتين للأطفال (الشميسة) و (يا خالة يالخياطة) قدمها (كريم) وهو طالب في المرحلة المتوسطة، ثم قدم العديد من الأعمال الناجحة وهي (تهانينا يا أيام) لصلاح عبد الغفور و (دار الزمان ودارة) لسيتاهاكوبيان وأغنية (جنة جنة جنة) للفنان رضا الخياط وألحان عباد عبد الكريم و (عمي يبو مركب) لفؤاد سالم و (وي هلة) لأنوار عبد الوهاب و (عرفت روحي أنا) لرياض احمد و (يا أمي) لسعدون جابر حيث تعتبر من أفضل الأغاني التي تم تقديمها عن الأم و (هلة بيك) أغنية رياضية وقدم كلمات لأربع اغان لسعدون جابر من ألحان الفنان بليغ حمدي عام 1981 وثلاث أغان لحسين نعمة (تحياتي ـ شكد صار أعرفك ـ هنا يمن كتلي اعتمد) وأغنية (خيرتك حبيبي) لصلاح عبد الغفور وكذلك أغنية (الشمس شمسي والعراق عراقي) ألحان وأداء جعفر الخفاف واستمرت رحلة (كريم العراقي) من عام 1987 ولحد الآن مع صديقه ورفيق دربه الفنان كاظم الساهر حيث بدأت هذه العلاقة في الجيش وكانت أول أغنية في مسلسل (شجاهه الناس) ومن ألحان الخفاف و (ناس وناس) و (معلم على الصدمات قلبي) و (افرح ولا تحرموني منه) حيث كتب للساهر أكثر من 70 أغنية. وكانت الانطلاقة الحقيقية (للعراقي) مع الساهر في مصر، ومن خلال وجوده في القاهرة ثم التعامل مع الفنانين العرب (ديانا حداد ـ فضل شاكر ـ عمر العبدللات ـ سميرة سعيد -محمد منير - هاني شاكر ـ اصالة نصري ـ صابر الرباعي ـ وآخرين) وكذلك لمطربين عراقيين مغتربين منهم (رضا الخياط - ماجد المهندس ـ عادل مختار ـ رضا العبد الله) وغيرهم. وفي عام 2005 كان (لكريم) كاسيت بصوته لأول مرة لشركة روتانا بعنوان (دللول) وهذه هي أبرز قصيدة في المجموعة يؤديها الشاعر المبدع (كريم العراقي) توضح حبه للعراق مع عزف منفرد للعود وهذه هي كلمات الأغنية ويقول في بدايتها: ـ أهدي قصيدة دللول ـ أدعية للعراق الجريح إلى جميع أطياف الشعب العراقي وإلى الأمهات العراقيات.

## سفره وعمله
غادر كريم العراق إلى تونس مطلع التسعينات ومغادرته هذه كانت بالتزامن مع مغادرة عراقيين كثيرين من الوسط الأدبي والفني. اشتهر كريم العراقي بقصائده التي كان يشجع بها الجنود العراقيين للذهاب إلى مقاتلة العدو الإيراني. كتب كذلك وشارك في أعمال مسرحية كثيرة تدور عن الحرب العراقية الإيرانية.
انتقل في التسعينات بموجب دعوة عمل في مدينة سوسة بعد عدة سنوات غادر تونس متنقلًا بين عدة دول عربية إلى أن استقر أخيرًا في الإمارات العربية المتحدة ، كما عمل محررًا فنيًا لعدة سنوات في مجلة فنون العراقية، ومحررًا صحفيًا أيضًا في عدة مجلات عربية في مصر والسعودية والإمارات، إضافة إلى أنه عضو جمعية المؤلفين وناشري الموسيقى العالمية.

## قصيدة «لا تَشكُ للنّاس»
واحدةٌ من أشهر قصائدهِ الأدبيّة هي قصيدة «لا تَشكُ للنّاس» التي لاقت شهرةً واسعة في الأوساط الأدبية والاجتماعية. وغناها مطربون، منهم أصالة نصري.

### القصيدة
ومن أشهر ماكتب:
```
 “الشمس شمسي والعراق عراقي/ ما غير الدخلاء من أخلاقي/
```

```
 داس الزمان على جميع مشاعري فتفجر الإبداع من أعماقي/
```

```
 أجريت في الصخر العقيم جداول وحملت نور الله في أحداقي/ 
```

```
أنا منذ فجر الأرض ألبس خوذتي ووصية الفقراء فوق نطاقي”.
```

- حصل على جائزة منظمة اليونسيف لأفضل أغنية إنسانية عن قصيدة تذكّر التي لحنها وغناها الفنان كاظم الساهر.
- حصل على جائزة الأمير عبد الله الفيصل العالمية عام 2019م.[13]

## أعماله ومؤلفاته
1. ديوان «للمطر وأم الضفيرة» من الشعر الشعبي العراقي صدر عام 1974 في بغداد.
2. «ذات مرة» حكايات شعبية.
3. «سالم يا عراق» قصائد شعرية للأطفال.
4. «الخنجر الذهبي» رواية للأطفال.
5. «الشارع المهاجر» رواية للأطفال.
6. «كسل وبغلته الرمادية» رواية للأطفال.
7. إعداد وتقديم البرنامج التلفزيوني «في ضيافة الأغنية».
8. مسرحية «ياحوته يامنحوته».
9. مسرحية «عيد وعرس».
10. مسرحية «دنيا عجيبة».
11. مسرحية «يقظة الحراس».
12. كتب مجموعة قصص وسيناريو وحوار للأفلام السينمائية التالية: "عريس ولكن"، "افترض نفسك سعيدًا"، و"مخطوبة بنجاح ساحق" وفيلم الأطفال "الخياط المرح".
13. سلسلة تلفزيونية «مناجاة للواحد الأحد» عرضها راديو وتلفزيون العرب.
14. كتاب «أغاني وحكاياتها» الجزء الأول.
15. «حكايات بغدادية» مجموعة قصص قصيرة.
16. ألبوم «ها..حبيبي» الصوتي الذي يضم 17 قصيدة.
17. ألبوم «يا شاغل الفتيات».
18. البوم «دللول» والذي انتجته روتانا
19. كتاب «هنا بغداد» صدر في دبي يونيو 2009

## تعاونه مع المطربين
| اسم الاغنية        | غناء         | الحان           |
| ------------------ | ------------ | --------------- |
| أجلت همومي         | لطيفة        | زياد الطويل     |
| أناني              | أسيل عمران   | علاء الشاعر     |
| العاشق الهايم      | سعد لمجرد    | طلال            |
| لا تشك للناس       | عمر العيسى   | عمر العيسى      |
| هيه كوة            | شاكر حسن     | شاكر حسن        |
| هنا ليل            | عايدة خالد   | كريم العراقي    |
| لا تشك للناس       | أصالة نصري   | طلال            |
| المعطف             | صابر الرباعي | طلال            |
| بعيونك زعل         | أمل حجازي    | سليم عساف       |
| بيعاملنى           | أمل حجازي    | سليم عساف       |
| إنسان ثاني         | رجاء بلمليح  | علي سرحان       |
| حبيتك              | رباب         | علي سرحان       |
| إصبر               | عادل مختار   | عادل مختار      |
| ما تسأل            | آمنة فاخر    | شاكر حسن        |
| جنه جنه            | ماجد المهندس | عبادي عبدالكريم |
| راجع               | حاتم العراقي | حاتم العراقي    |
| المحكمه            | أسماء لمنور  | كاظم الساهر     |
| يا أمي يا أم الوفا | سعدون جابر   | عباس جميل       |

## تعاونه معكاظم الساهر
1. إلى متى - كاظم الساهر
2. حيارى يازمن - كاظم الساهر
3. يالحبيب - كاظم الساهر
4. يا هلا بهالطول - كاظم الساهر
5. يا ناس - كاظم الساهر
6. يا مدلل  - كاظم الساهر
7. يا دنيا - كاظم الساهر
8. وين اخذك - كاظم الساهر
9. والله دنيا - كاظم الساهر
10. والدي الطيب - كاظم الساهر
11. هدد - كاظم الساهر
12. ها حبيبي - كاظم الساهر
13. نزلت للبحر - كاظم الساهر
14. منين - كاظم الساهر
15. معلم على الصدمات - كاظم الساهر
16. عراقنا - كاظم الساهر
17. أغنية مدينة الحب - كاظم الساهر
18. أغنية ماي ورد	- كاظم الساهر
19. أغنية لعب بيهم لعب -	كاظم الساهر
20. أغنية لا تحرموني - كاظم الساهر
21. أغنية كل مر -	كاظم الساهر
22. أغنية كل ماتكبر تحلى	- كاظم الساهر
23. أغنية كان صديقي	- كاظم الساهر
24. أغنية غرفة المكياج	- كاظم الساهر
25. أغنية عيد وحب	- كاظم الساهر
26. أغنية سلامي	- كاظم الساهر
27. أغنية رخصت دمعي	- كاظم الساهر
28. أغنية رحال - كاظم الساهر
29. أغنية دلع النساء	- كاظم الساهر
30. أغنية خليتك انت الحكم	- كاظم الساهر
31. أغنية حيارى يا زمن	- كاظم الساهر
32. أغنية بيت الحبايب	- كاظم الساهر
33. أغنية بعد الحب	- كاظم الساهر
34. أغنية بالهداوه - كاظم الساهر
35. أغنية باب الجار	- كاظم الساهر
36. أغنية اه على اه	- كاظم الساهر
37. أغنية امشي بهداوة	- كاظم الساهر
38. أغنية المستبدة	- كاظم الساهر
39. أغنية الليله يحلى سهرنا - كاظم الساهر
40. أغنية الك وحشه	- كاظم الساهر
41. أغنية العزيزين	- كاظم الساهر
42. أغنية الجميله	- كاظم الساهر
43. أغنية الاولى بحياتي	- كاظم الساهر
44. أغنية أفرح	- كاظم الساهر

## وفاتهُ
توفّي كريم العراقي في 1 أيلول/سبتمبر 2023 في أحد مستشفيات مدينة أبو ظبي بدولة الإمارات العربية المتحدة عن عمر ناهز الثامنة والستين. نعاه رئيس الجمهورية العراقي عبد اللطيف رشيد، وكذلك رئيس مجلس الوزراء العراقي محمد شياع السوداني ووجه بنقل جثمانه من الامارات الى العراق.

## روابط خارجية
- لا تشكو للناس جرحا أنت صاحبه (كريم العراقي) على يوتيوب.